# Easton on the Hill
Easton on the Hill – wieś w Anglii, w hrabstwie Northamptonshire, w dystrykcie (unitary authority) North Northamptonshire. Leży 51 km na północny wschód od miasta Northampton i 128 km na północ od Londynu. Miejscowość liczy 956 mieszkańców.